# Giovanni Ambrogio Figino

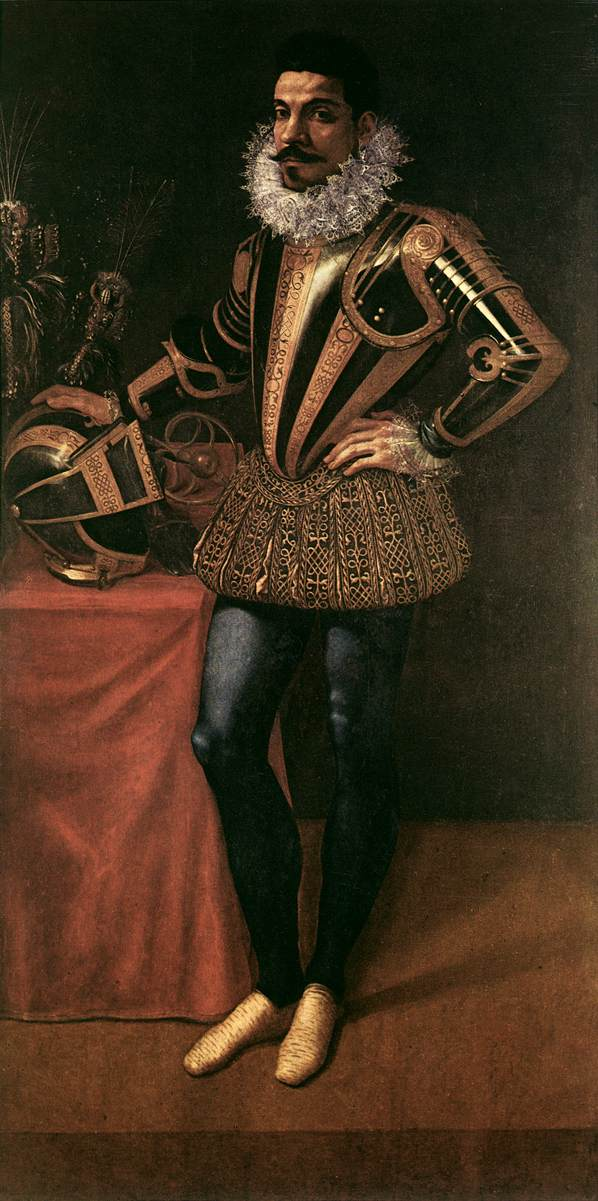
Retrato del mariscal de campo Lucio Foppa, hacia 1590.

Giovanni Ambrogio Figino (Milán, 1548/1551-ibidem, 11 de octubre de 1608) fue un pintor renacentista italiano de Milán.

## Biografía
Importante representante de la escuela lombarda de pintura, había sido instruido por Gian Paolo Lomazzo. Más conocido como dibujante, también fue un hábil retratista. Entre los pocos retratos que se remontan a Figino, el retrato del mariscal de campo Lucio Foppa es uno de los más conocidos.
El 25 de enero de 2001, su Retrato de Giovanni Angelo fue subastado en Sotheby's por $1,435,750; después de una estimación de $180,000.
Las contraventanas del órgano de la Catedral de Milán fueron pintadas después de 1590 por Ambrogio, Camillo Procaccini y Giuseppe Meda, representando el Paso del Mar Rojo y la Ascensión de Cristo . En el Castello Sforcesco hay una pintura suya de San Ambrosio expulsando a los arrianos. Se le atribuye un bodegón, de temática poco común entre los italianos de su época, de melocotones. También pintó en Milán una Inmaculada concepción para Sant'Antonio, y una Virgen con el niño, santos y donantes ahora en la Galería Brera.

## Obras
La mayoría de las obras de Figino son dibujos. Estos ascienden a más de 430 dibujos conocidos. Sus obras conocidas incluyen las siguientes:
- Ritratto de Angelo Dannona
- ritratto di S. Carlo, Milán, Biblioteca Ambrosiana, ante 1584
- Ritratto del Maresciallo di campo Lucio Foppa, Milán, Pinacoteca di Brera, 1585 c.
- Piatto metallico con pesche e foglie di vite, Óleo sobre tabla, 21 x 29, 4cm, Colección privada
- Cristo e il fariseo, sacristía de la Catedral de Monza
- Agonia nell'orto, Santa Maria della Passione, Milán
- Giove, Giunone e Io, Museos Cívicos de Pavía, firmado y fechado en 1599
- Incoronazione della Vergine, Ss . Pietro, Paolo, Maria Maddalena y Marta, ciclo de pinturas para la chiesa di San Fedele, Milán
- Madonna del serpe, chiesa di Sant'Antonio Abate, Milán
- S. Pablo e S. Matteo, chiesa di San Raffaele, Milán
- Madonna col Bambino ei ss. Giovanni Evangelista y Michele Arcangelo, para la capilla del Collegio dei dottori di Milano, Pinacoteca de Brera
- S. Ambrogio che sconfigge gli ariani para la capilla del Collegio dei mercanti, Pinacoteca del Castello Sforzesco
- S. Giorgio, santuario dell'Addolorata di Rho
- Natività di Cristo, Passaggio degli Ebrei attraverso il mar Rosso, Ascensione (Perduta), ante d'organo del duomo di Milano, 1590-1595
- Natività di Maria, chiesa di Sant'Antonio Abate en Milán
- Incoronazione della Vergine, fresco en el presbiterio de San Vittore al Corpo
- Fatti della vita di S. Benedetto, Dio Padre, Angeli in volo, Putti alati e Angeli musici, ala izquierda del transepto de San Vittore al Corpo
- Cristo alla colonna, Museo cívico de Busto Arsizio

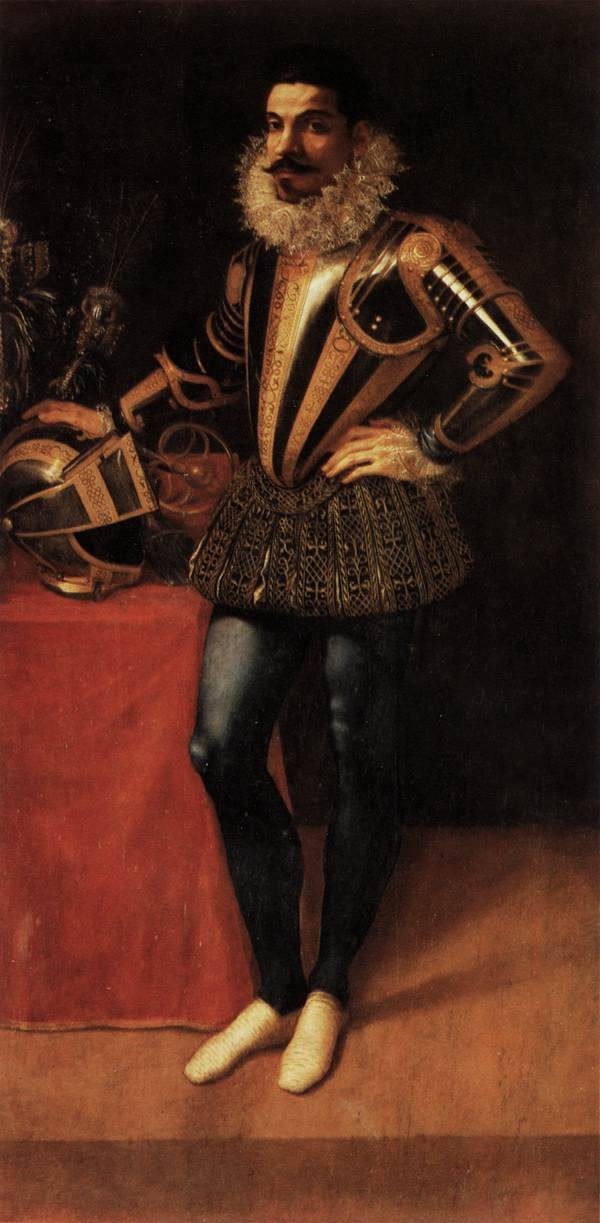
Ritratto del Maresciallo di campo Lucio Foppa
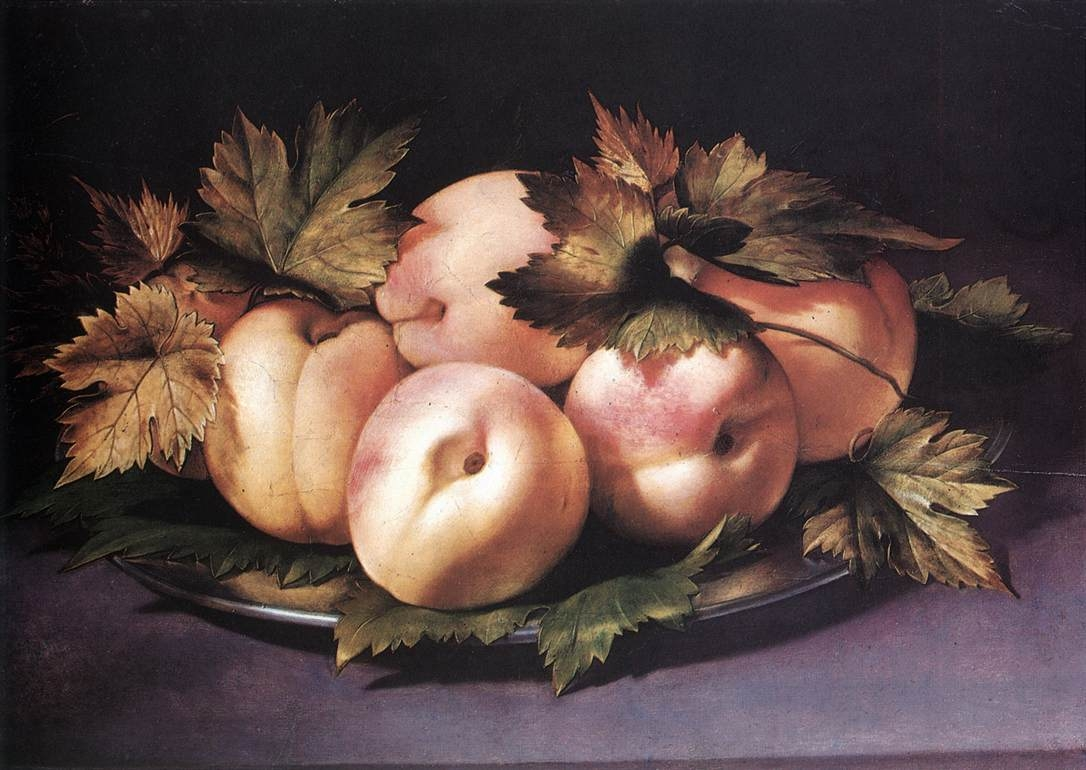
Piatto metallico con pesche e foglie di vite
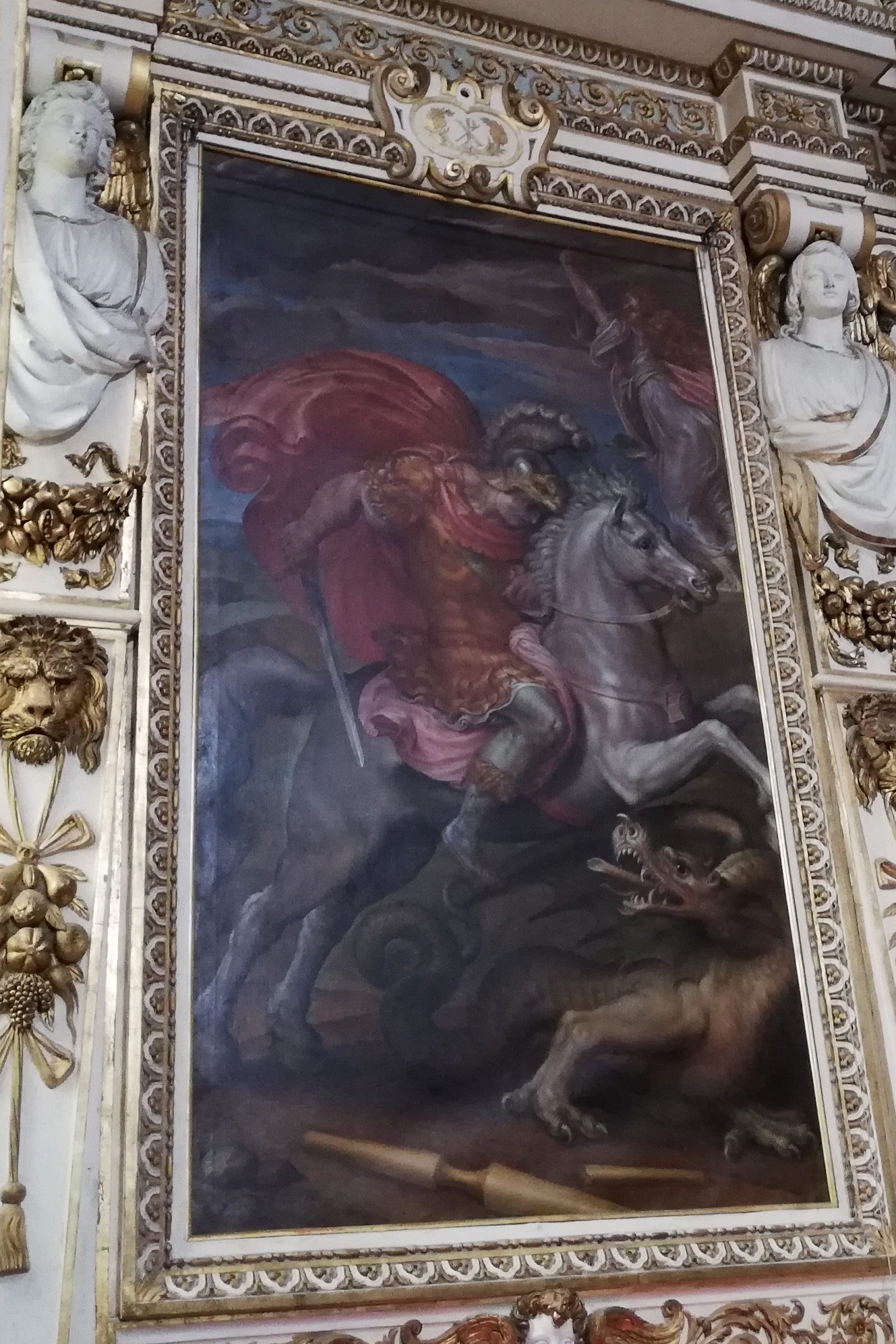
San Giorgio y el drago
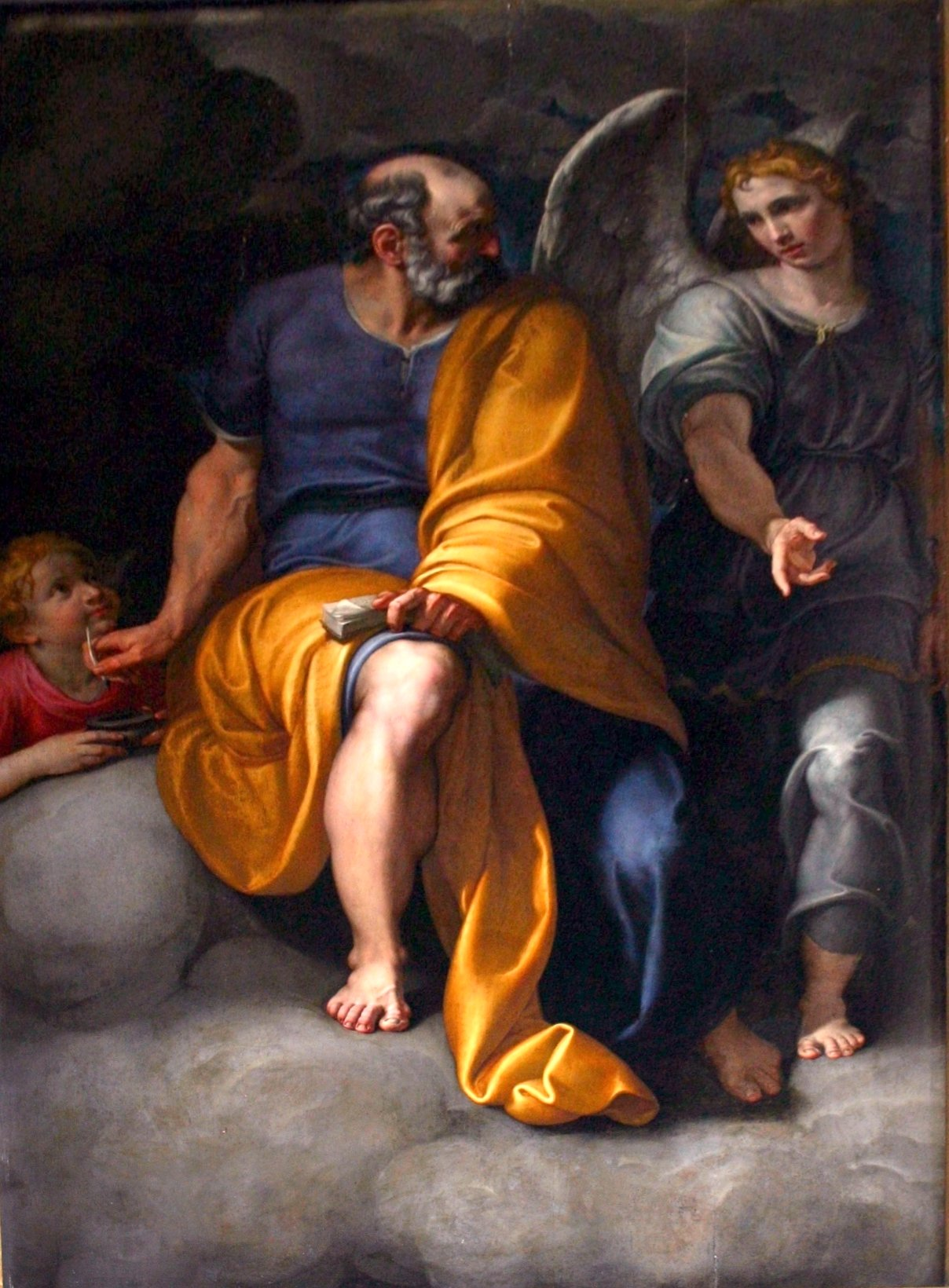
San Mateo